# Takashi Tezuka
Takashi Tezuka (手塚 卓志, Tezuka Takashi, Osaka, 17 de novembro de 1960) é um designer de jogos para a Nintendo. Ele já trabalhou em alguns dos mais elogiados jogos da Nintendo, incluindo os das séries Mario, The Legend of Zelda, Pikmin e Animal Crossing. Até 2015 ele foi o gerente geral da Nintendo Entertainment Analysis & Development, junto com Shigeru Miyamoto e Takao Sawano, e em seguida oficial executivo da Nintendo Entertainment Planning & Development. Tezuka formou-se na Universidade de Artes de Osaka. Ele é raramente entrevistado e está geralmente trabalhando em algum jogo na Nintendo.